# Louis de Vries (acteur)
Louis de Vries, geboren als Levi de Vries, (Amsterdam, 18 oktober 1871 – Nice, 10 maart 1940) was een Nederlands acteur. 

## Levensloop
De Vries kwam uit een milieu van joodse diamantbewerkers. Zijn ouders waren Samuel de Vries en Saartje Philip Peper, beiden waren doofstom. De Vries trad in 1890 in Amsterdam in het huwelijk met Klara Schaap (1871-1943). Hun zoon Philip (1897-1961) werd ook toneelspeler. Op 11 oktober 1909 veranderde hij zijn voornaam Levi in Louis. De Vries speelde voornamelijk joodse rollen, zoals onder andere "Shylock" waar hij een Amsterdamse "Jid" en "Ghetto" van maakte. Van Heijermans speelde hij  "Blinde Rebbe" en van Erckmann-Chatrians de gemoedelijke "Rebbe Sichel".
De Vries is kort voor de Duitse inval op 68-jarige leeftijd in Nice overleden en heeft de Duitse bezetting van Frankrijk niet meegemaakt. Hij werd op 20 maart 1940, na een plechtigheid in de Amsterdamse Stadsschouwburg, begraven in Muiderberg. Zijn weduwe werd in 1943 vermoord in Auschwitz.
Een portretbuste van de acteur Louis de Vries is te vinden in het Joods Historisch Museum (1966).

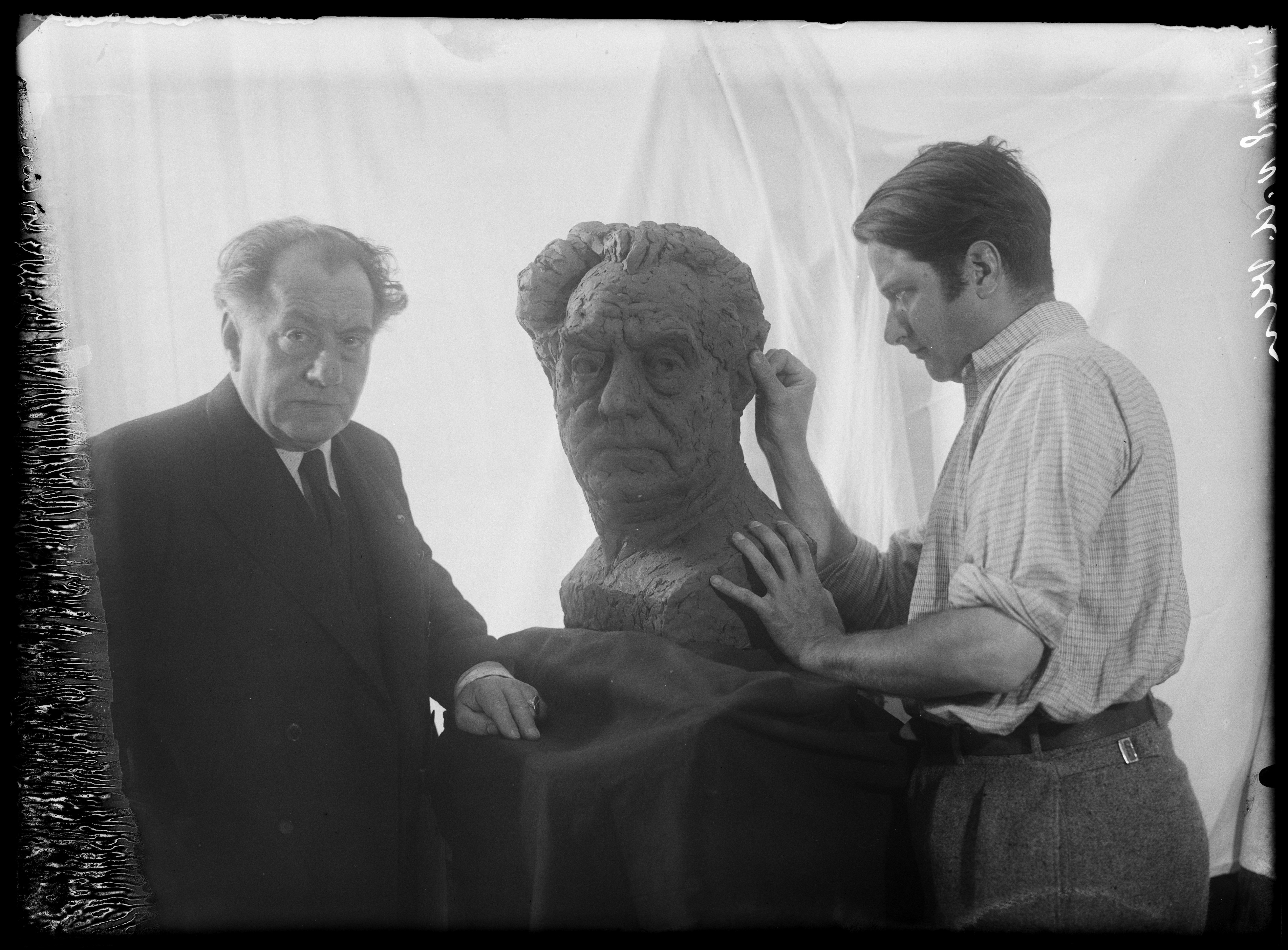
Gerrit van der Veen maakt een borstbeeld van Louis de Vries (jaren 30)

- Bibsys: 90154910
- Bibliothèque nationale de France: cb16708206r (data)
- Biografisch Portaal: 95669849
- Gemeinsame Normdatei: 117452157
- International Standard Name Identifier: 0000 0000 8104 7089
- Nederlandse Thesaurus van Auteursnamen: 138286108
- Virtual International Authority File: 25380324
- WorldCat: E39PBJth67KxfRdK4kHYP4Cfbd